# YMCA Europe Festival
YMCA Europe Festival er en festival der afholdes af YMCA Europe hvert 5. år i Prag. Som blev afholdt første gang i 2003 i forbindelse med 30 års jubilæet for YMCA Europe. 

## Ekstern henvisning
Festivalen hjemmeside Arkiveret 14. september 2008 hos  Wayback Machine